# The Greatest Question
The Greatest Question é um filme mudo do gênero dramático de longa-metragem estadunidense, escrito e dirigido por D. W. Griffith em 1919.

## Elenco
- Lillian Gish... Nellie Jarvis
- Robert Harron... Jimmie Hilton
- Ralph Graves[3]... John Hilton Jr.
- Eugenie Besserer... Mrs. Hilton
- George Fawcett... Mr. Hilton
- Tom Wilson... Uncle Zeke
- George Nichols... Martin Cain
- Josephine Crowell... Mrs. Cain
- Katherine Albert